# Jokosuka MXY 5
Jokosuka MXY 5 (japonsky: 16試特殊輸送機, 16ši tokušu jusóki) byl vojenský kluzák vyráběný pro japonské císařské námořní letectvo v období druhé světové války.
Konstrukce byla vyrobena z ocelových trubek a potažena překližkou. Hlavní podvozek byl odhazovací, letoun přistával na přistávací lyži. Dvoučlenná posádka měla k dispozici dvojité řízení. Letové testy proběhly v roce 1942. Bylo vyrobeno jen 12 kusů, které nebyly nikdy použity v boji.

## Hlavní technické údaje
- Osádka: 2
- Kapacita: 11 pasažérů či 1000 kg nákladu
- Rozpětí: 18,11 m
- Délka: 13,10 m
- Výška: 4 m
- Hmotnost prázdného letounu: 1600 kg
- Max. vzletová hmotnost: 2694 kg